# Charny, Yonne
Charny là một xã của Pháp,tọa lạc ở tỉnh Yonne trong vùng Bourgogne-Franche-Comté của Pháp.

## Hành chính
| Danh sách các thị trưởng               |           |     |      |            |
| Giai đoạn                              | Giai đoạn | Tên | Đảng | Tư cách    |
| 2008                                   | 2014      |     |      | thị trưởng |
| Tất cả các dữ liệu trước đây không rõ. |           |     |      |            |

## Thông tin nhân khẩu
| Năm | 1962 | 1968 | 1975 | 1982 | 1990 | 1999 |
| --- | ---- | ---- | ---- | ---- | ---- | ---- |
| Dân số | 1280 | 1364 | 1626 | 1620 | 1634 | 1729 |
| From the year 1962 on: No double counting—residents of multiple communes (e.g. students and military personnel) are counted only once. |      |      |      |      |      |      |